# Bischwiller
Bischwiller je občina v departmaju Bas-Rhin francoske regije Alzacija.
Leta 2008 je v občini živelo 12.678 oseb oz. 735 oseb/km².